# Ommen
Ommen és un municipi de la província d'Overijssel, al centre-est dels Països Baixos. L'1 de gener de 2016 tenia 17.627 habitants repartits per una superfície de 181,98 km² dels quals 1,98 km² corresponen a aigua.

## Centres de població
| Nom             | Població |
| --------------- | -------- |
| Ommen (centre)  | 11.820   |
| Lemele          | 1350     |
| Beerzerveld     | 1045     |
| Vilsteren       | 380      |
| Vinkenbuurt     | 420      |
| Witharen        | 620      |
| Font: 2015, CBS |          |

| Llogarets                      | Població |
| ------------------------------ | -------- |
| Archem i Nieuwebrug            | 104      |
| Arriën                         | 304      |
| Arriërveld                     | 200      |
| Beerze                         | 230      |
| Besthmen, Eerde i Zeesse       | 249      |
| Dalmsholte                     | 370      |
| Emsland, Ommerbosch i Rotbrink | 2342     |
| Giethmen                       | 169      |
| Hoogengraven i Stegeren        | 216      |
| Junne                          | 84       |
| Ommerschans i Ommerveld        | 307      |
| Stegerveld                     | 331      |
| Varsen                         | 592      |
| Font: Gemeente Ommen           |          |

## Personatges il·lustres
- Abraham Kuyper (1837-1920), fundador del Partit Antirevolucionari

## Agermanaments
- Żnin
- Recke

## Galeria d'imatges

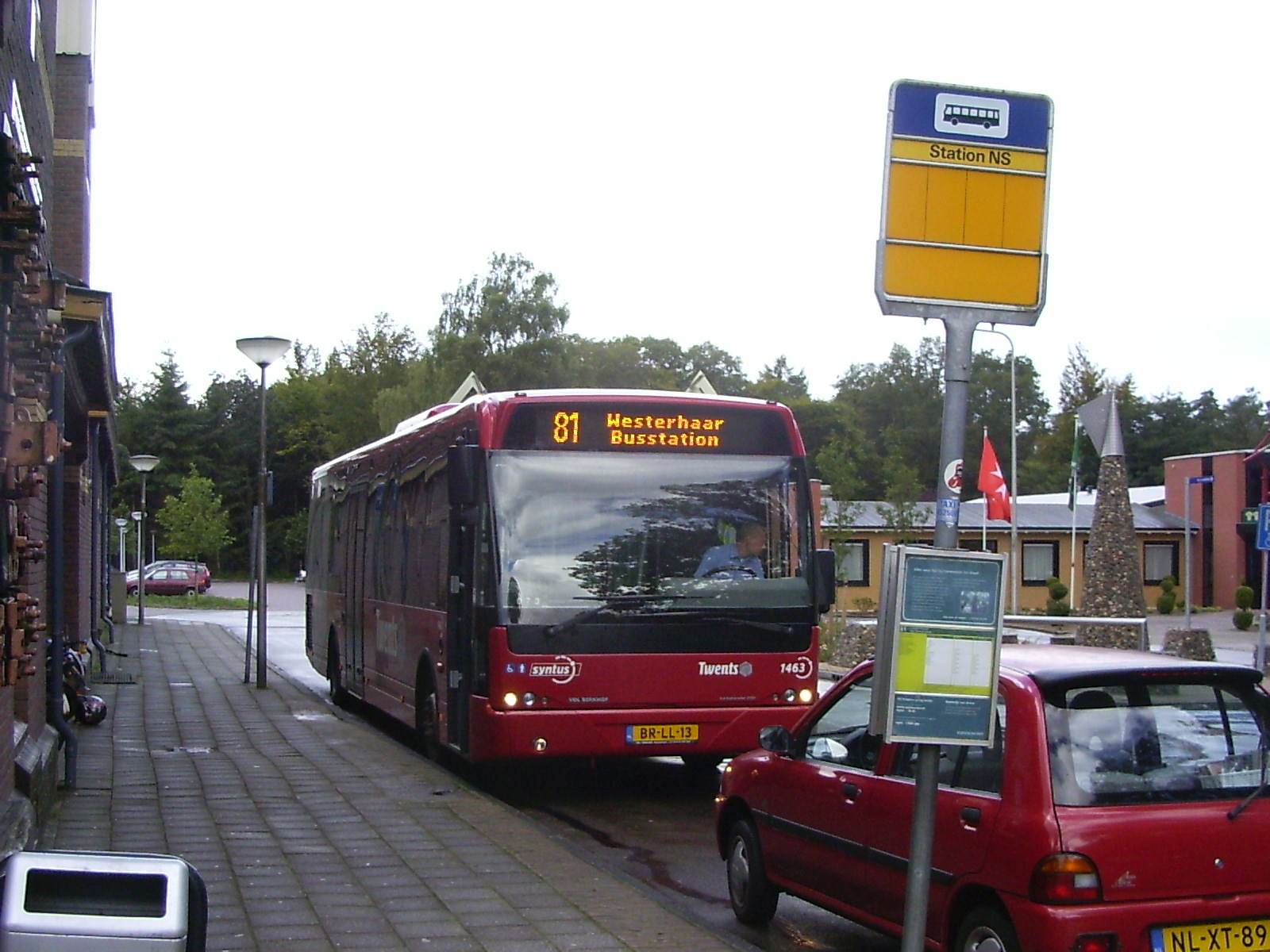
Autobús fins a Westerhaar
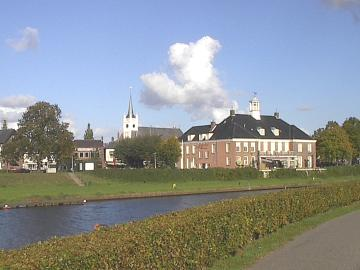
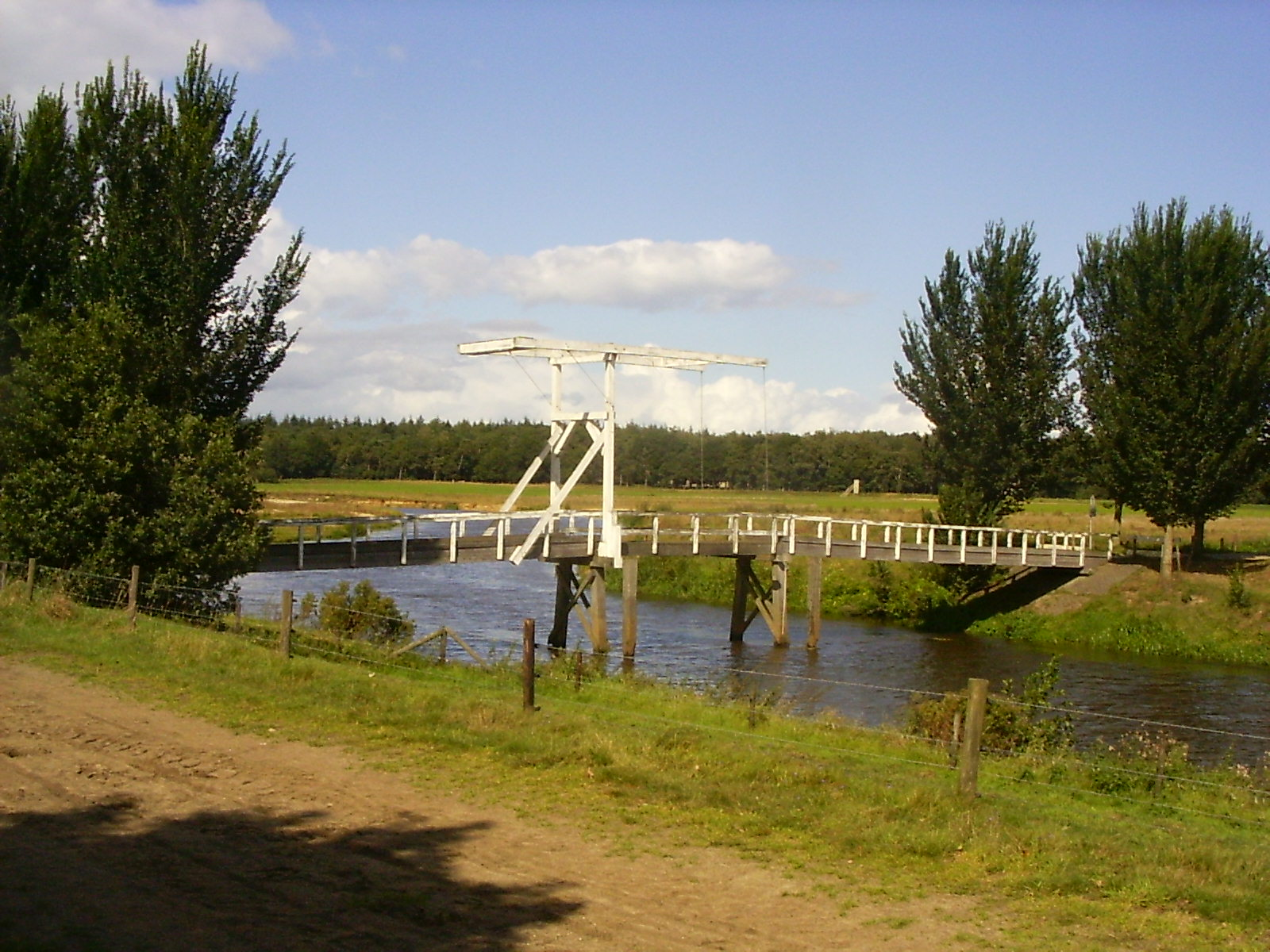